# Cafelândia, São Paulo
Cafelândia là một đô thị ở bang São Paulo của Brasil. Đô thị này có vị trí địa lý vĩ độ 21º48'09" độ vĩ nam và kinh độ là 49º36'36" độ kinh tây, trên độ cao 445 mét. Dân số năm 2004 là 16.068 người, diện tích là 919,80 km².

## Dân số
Dữ liệu điều tra dân số năm 2000
Tổng dân số: 15.793
- Thành thị: 13.056
- Nông thôn: 2.737
- Nam giới: 7.808
- Nữ giới: 7.985

Mật độ dân số (người/km²): 17,17
Tỷ lệ tử vong trẻ dưới 1 tuổi (trên 1 triệu cháu): 14,72
Tuổi thọ bình quân (tuổi): 71,84
Tỷ lệ sinh (trẻ trên mỗi bà mẹ): 2,49
Tỷ lệ biết đọc biết viết: 89,09%
Chỉ số phát triển con người (bình quân): 0,788
- Chỉ số phát triển con người (thu nhập): 0,732
- Chỉ số phát triển con người (tuổi thọ): 0,781
- Chỉ số phát triển con người (giáo dục): 0,851

(Nguồn: IPEADATA)

## Sông ngòi
- Sông Dourado
- Sông Tietê
- Sông Feio